# Rudolf Clausius
Rudolf Julius Emanuel Clausius (született Rudolf Gottlieb) (Köslin, 1822. január 2. – Bonn, 1888. augusztus 24.) német fizikus és matematikus, a termodinamika tudományának egyik fő megalapozója. A Sadi Carnot nevéhez köthető Carnot-ciklust újrafogalmazva a hőtan tudományát elméletileg megalapozottabbá tette. Legfontosabb írása 1850-ben jelent meg és A hő mozgatóerejéről címet viseli, ebben fogalmazódik meg először a termodinamika második főtételének gondolata. 1865-ben vezette be az entrópia fogalmát, 1870-ben pedig a viriáltételt.

## Élete
Clausius Köslinben (ma: Koszalin, Lengyelország) született, Poroszország Pomeránia tartományában. Apja protestáns lelkész és tanfelügyelő volt, a fiatal Rudolf apja iskolájában tanult. Pár év múlva a Stettini (ma: Szczecin) Gimnáziumba került. 1844-ben végzett a Berlini Egyetemen, ahol matematikát és fizikát tanult többek közt Heinrich Gustav Magnusnál,  Peter Gustav Lejeune Dirichletnél és Jakob Steinernél. Történelmet is tanult Leopold von Rankénál. 1847-ben doktorált a Hellei Egyetemen, disszertációját az atmoszférában létrejövő optikai jelenségekről írta. Ezek után a fizika professzora lett Berlinben a Királyi Tüzérségi és Mérnöki Iskolában és úgynevezett privatdozent (a német oktatási rendszerben a habilitált oktatók címe) a Berlini Egyetemen. 1855-ben a Zürichi Szövetségi Műszaki Főiskolán (ETH) lett professzor és egészen 1867-ig itt is maradt. Ebben az évben azonban Würzburgba költözött, majd két év múlva Bonnba.
1870-ben a porosz–francia háborúban mentőalakulatot szervezett. A háborúban megsebesült, maradandó sérüléseket szerezve. Szolgálataiért Vaskereszt kitüntetésben részesült.
Felesége, Adelheid Rimpham 1875-ben gyerekszülés közben elhunyt, s Clausius így egyedül nevelte fel hat gyermekét. Bár a tanítást továbbra is folytatta, a kutatásokra kevesebb ideje maradt ezután.
1886-ban másodszor is megnősült, Sophie Sackot vette feleségül, tőle egy újabb gyermeke született.
Két évvel később, 1888. augusztus 24-én Bonnban hunyt el.

## Munkássága
Clausius doktori dolgozata a légköri jelenségekről szólt. Fő tézise szerint az, hogy napközben kéknek, napfelkeltekor és napnyugtakor pedig különféle árnyalatú vörösnek látjuk az eget (és a többi fényjelenség is) végső soron a fénytöréssel és a fényvisszaverődéssel magyarázható. Később Lord Rayleigh bebizonyította, hogy az ég kék színe fényszórás következménye, azonban Clausis műve így is figyelemre méltó abból a szempontból, hogy a kor tudományos átlagánál jóval mélyebb matematikai eszköztárral dolgozott.
Legfontosabb műve: “Über die bewegende Kraft der Wärme" (A hő mozgatóerejéről) 1850-ben jelent meg és a hő mechanikai elméletével foglalkozott. Ebben az írásában bemutatta, hogy ellentmondás van Carnot alapelve és az energiamegmaradás elve között. Clausius az ellentmondás feloldására két törvényt vezetett be, a termodinamika első és második főtételét (a harmadik főtételt Walther Hermann Nernst dolgozta ki 1906-1912 közt). Ez a műve emelte elismert tudóssá.
Leghíresebb tételét a termodinamika második főtételéről 1854-ben publikálta:

„Hő nem mehet át hidegebb testről melegebbre, csak ha ugyanakkor más változás is bekövetkezik.”

(Szokás ezt a következő alakban is idézni: A természetben nincs olyan folyamat, amelyben a hő önként, külső munkavégzés nélkül hidegebb testről melegebbre menne át.)
1857-ben Clausius a kinetikus gázelmélethez járult hozzá azzal, hogy  August Krönig nagyon egyszerű kinetikus modelljébe bevezette a transzlációs, rotációs és vibrációs molekuláris mozgásokat. Ugyanebben a művében vezette be a részecskékre vonatkozóan a közepes szabad úthossz fogalmát.
Levezette a termodinamikában jelentős Clausius–Clapeyron-egyenletet. A két halmazállapot fázisátalakulásának leírására szolgáló formulát 1834-ben javasolta Émile Clapeyron.
Természetfelfogása szélsőségesen mechanikus és determinisztikus volt, amit jól érzékeltet az alábbi idézet:
„A világmindenséget felhúzták, mint az órát, egyszer s mindenkorra húzták fel, ha a rugója lejár — mindennek vége. Ami meg a teret és az időt illeti, azok csak az emberi értelem koncepciói, a természetben nem léteznek.”

## Entrópia
Clausius 1865-ben adta meg az entrópia első matematikai megfogalmazását (magát az entrópia szót is ő alkotta meg). Mértékegységként a ma már elavult Clausiust használta (jele: Cl). Az entrópia név a görög en és tropein szavak összetételéből származik, és jelentése körülbelül „átalakító tartalom” (“Verwandlungsinhalt").
1 Clausius (Cl) = 1 kalória/Celsius-fok (cal/°C) = 4,1868 joule/kelvin (J/K)
Az 1865-ös értekezés zárásaként Clausius a következőképpen fogalmazta meg a termodinamika első két főtételét:

„Az univerzum energiája állandó. 
 Az univerzum entrópiája a maximumra törekszik.”

Ez utóbbi megállapítást szokás Clausius tévedésének nevezni, ebből következett ugyanis a hőhalál víziója, mely a XIX. században oly rémülettel töltötte el a kortársakat. Magára hagyott rendszerben ugyanis az entrópia valóban maximumra törekszik, és ha ezt eléri, beáll a termikus egyensúlyi állapot. Az univerzum esetében ez azt jelenti, hogy amint az entrópia eléri a maximumot, beáll a végleges egyensúlyi állapot, vagyis tulajdonképpen bekövetkezik a világvége. A tévedés forrása, hogy az univerzumra nem alkalmazható a második főtétel, az ugyanis csak homogén, véges kiterjedésű termodinamikai rendszerek véges időn belül bekövetkező változásait írja le, márpedig az univerzumra (jelenlegi ismereteink szerint) a fentiek közül egyik sem igaz.

## Publikációk
- Clausius, R.. The Mechanical Theory of Heat – with its Applications to the Steam Engine and to Physical Properties of Bodies. London: John van Voorst (1867) English translations of nine papers.

## Fordítás
- Ez a szócikk részben vagy egészben a Rudolf Clausius című angol Wikipédia-szócikk fordításán alapul.  Az eredeti cikk szerkesztőit annak laptörténete sorolja fel. Ez a jelzés csupán a megfogalmazás eredetét és a szerzői jogokat jelzi, nem szolgál a cikkben szereplő információk forrásmegjelöléseként.